# 台英辭典 (晏寶理)
台英辭典（白話字：Tâi Eng sû tián），1973年出版於香港，是為加拿大傳教士晏寶理編撰的一部台語辭典。本書標榜承繼並修正杜嘉德、巴克禮以及歐內斯特·蒂普森等人的著作，整理收錄當時台灣話的語彙。
本辭典為晏寶理花費十年研究之成果，欲於1972年出版，卻遭當時統治台灣的中國國民黨政府以奉行國語政策禁止以羅馬字寫成的作品出版為由而查禁，並指示出版商勿協助出版。晏寶理只好改於香港出版此書。本辭典後來私渡進入台灣販售，但仍遭國民黨政府查禁。
1984年，本辭典終於在台灣由台北語文學院出版。